# 張好好詩

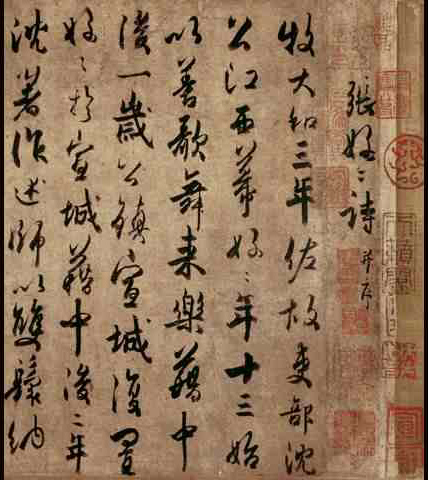
杜牧手迹《张好好诗》局部

《张好好诗》是唐朝诗人杜牧的书法作品，此卷書體為行書，紙本，長28.2公分，總寬162公分。
張好好，江西洪州乐籍，是唐朝歌妓。色藝双全，十三歲流落風塵，以善歌舞来乐籍中，为官吏所倾倒。大和三年（829年）杜牧在南昌沈传师的江西观察使幕府任职时與張好好相识。杜牧對她的不幸寄以無限同情。大和九年（835年），杜牧被朝廷徵為监察御史，赴长安任职。年八月在东都洛阳上任。在这里他遇到了宣州市的故人张好好，写下了著名的《张好好诗》，诗中描述她在“吴娃”的扶引下羞怯登场，“盼盼乍垂袖，一声雏凤呼”。
《宣和书谱》评杜牧书法：“气格雄健，与文章相表裡”。《张好好诗》是杜牧唯一的传世墨迹，卷前有宋徽宗书签“唐杜牧张好好诗”，南宋賈似道、明人項元汴、張孝思、清人梁清標等人均曾收藏。乾隆年间入内府。1924年，逊帝溥仪将此卷携出宫外，靳伯声之弟得到此卷，持往上海，再由马保山尋得。最後由张伯驹以5000多元購得。1956年，张捐赠《张好好诗》予故宫博物院，因年代久遠，残缺“洒尽满”、“一书”五字。現由故宮博物院館藏，為中國國家一級文物，禁止出國展覽的列管文物之一。

## 詩文
張好好詩 并序　杜牧
牧大和三年，佐故吏部沈公江西幕，好好年十三，始以善歌來樂籍中。
後一歲，公移鎮宣城，復置好好於宣城籍中。後二年，為沈著作述師以雙鬟納之。
又二歲，於洛陽東城重睹好好，感舊傷懷，故題詩贈之。
君為豫章姝，十三才有餘。翠茁鳳生尾，丹瞼蓮含跗。
高閣倚天半，晴江聯碧虚。此地試君唱，特使華筵舖。
主公顧四座，始訝來踟躕。吳娃起引贊，低回映長裾。
雙鬟可高下，纔過青羅襦。盼盼乍垂袖，一聲雛鳳呼。
繁弦迸關紐，塞管裂圓蘆。衆音不能逐，裊裊穿雲衢。
主公再三嘆，謂言天下殊。贈之天馬錦，副以水犀梳。
龍沙看秋浪，明月游東湖。自此每相見，三日已為疏。
玉質隨月滿，艷態逐春舒。絳唇漸輕巧，雲步轉虛徐。
旌旆忽東下，笙歌隨舳艫。霜凋小謝樓(樹)，沙暖句溪蒲。
身外任塵土，樽前極歡娛。飄然集仙客，諷賦期(欺)相如。
聘之碧瑤佩，載以紫雲車。洞閉水聲遠，月高蟾影孤。
爾來未幾歲，散盡高陽徒。洛陽重相見，婥婥為當爐(壚)。
怪我苦何事，少年生白須。朋遊今在否，落拓更能無？
門館慟哭後，水雲愁景初。斜日掛衰柳，涼風生座偶(隅)。
(灑盡滿)襟涙，短章聊(一書)

## 歷代評論
- 明代胡震亨說：「杜牧之門第既高，神穎複雋，感慨時事，條畫率中機宜，居然具宰相作略。」
- 明代董其昌在《容台集》說：「牧之書張好好詩，深得六朝人善度，余所見顏、柳以後，若溫飛卿與牧之皆名家也。」謂其書，豪邁逸致，洋洋灑灑，十分珍貴，「大有六朝風韻」。
- 清代葉奕苞讚到：「牧之書瀟灑流逸，深得六朝人風韻。」
- 清代包世臣在《藝舟雙楫》中說：「用筆之法，見於畫之兩端，而古人雄厚恣肆，令人斷不可企及者，則在畫之中截。蓋兩端出入操縱之故，尚有跡象可尋，其中截之所以豐而不怯，實而不空者，非骨勢洞達不能幸致。更有以兩端雄肆，而彌使中截空怯者，試取古帖橫直畫，蒙其兩端，而玩其中截，則人人共見矣。中實之妙，武德以後遂難言之。近人鄧石如書中截無不員滿遒麗，其次劉文清中截近左處亦能潔淨充足，此外則並未夢見在也。古今書訣，俱未及此，惟思白有筆畫中須直，不得輕易偏軟之說，雖非道出真際，知識固自不同。其跋杜牧之《張好好詩》云「大有六朝風韻」者，蓋亦賞其中截有豐實處在也。」
- 清代包世臣在《藝舟雙楫》又說：「戲鴻堂摘句《蘭亭詩》《張好好詩》，結法率易，格致散亂，而不瀾漫者，氣滿也。氣滿由於中實，中實由於指勁，此詣甚難至，然不可不知也。」[5]
- 清代劉熙載說：「其詩『雄姿英發』。細讀杜牧，人如其詩，個性張揚，如鶴舞長空，俊朗飄逸。」